# Laboratoire d'études du rayonnement et de la matière en astrophysique et atmosphères
Le Laboratoire d’études du rayonnement et de la matière en astrophysique et atmosphères, également désigné par son acronyme LERMA, est un laboratoire de recherche public français qui se consacre   dans les domaines de la cosmologie et des galaxies, à l'étude de la dynamique des milieux interstellaires et plasmas stellaires, des molécules dans l’Univers et de l’instrumentation et télédétection. Ce laboratoire est une unité mixte de recherche du CNRS.

## Organisation
Le LERMA est une unité mixte de recherche (UMR 8112) commune au CNRS et à trois établissements d’enseignement supérieur : l'Observatoire de Paris, Sorbonne Université et l'université Cergy Paris. Une de ses équipes est rattachée à l'Institut Pierre-Simon-Laplace (IPSL), fédération de neuf laboratoires publics de recherche en sciences de l'environnement en Île-de-France. Le laboratoire emploie fin 2020 24 chercheurs, 7 astronomes, 31 enseignants chercheurs, 37 ingénieurs et techniciens, 22 doctorants et 6 post-doctorants.  Le LERMA est installé installé sur quatre sites distincts de l'agglomération parisienne : l'observatoire de Paris sur son site de Paris et sur son site de Meudon, Sorbonne Université  - UPMC à Paris et l’université de Cergy Paris à Neuville-sur-Oise.

## Domaines de recherche
La recherche au sein de LERMA est organisée autour de quatre thématiques prises en charge par autant d'équipes de chercheurs : 
- Galaxies et Cosmologie
  - Planck et le fond diffus cosmologique 
  - Le modèle standard de l’Univers, théorie de l’inflation confrontée aux observations
  - Réionisation de l’Univers, préparation de SKA (Embrace, Nenufar)
  - Les galaxies proches et à grand décalage vers le rouge avec Herschel, IRAM et ALMA
  - Les amas de galaxies, effets d’environnement, Cooling Flows
  - Matière noire et formation des galaxies, Interactions de marée (GalMer)
  - Dynamique (galaxies barres/spirales) et évolution séculaire
  - Alimentation des galaxies actives (AGN) et feedback, cohabitation trous noirs/galaxies
  - Raies d’absorption, et variation de constantes
  - Histoire de la formation d’étoiles et populations stellaires.
- Milieu interstellaire et plasmas : étude des processus contrôlant l’évolution de la matière, dans notre galaxie et les galaxies extérieures. En particulier étude du rôle des rayons cosmiques et du rayonnement multi-longueurs d’onde[4]
- Molécules dans l’Univers : étude des processus moléculaires  à l'échelle atomique, détermination des paramètres moléculaires fondamentaux[5].
- Instrumentation Térahertz et Télédétection[6] : 
  - instrumentation Térahertz pour les télescopes au sol et spatiaux,
  - télédétection de la Terre en couplant des observations satellites multi-fréquences
  - traitement des données et la gestion des observations virtuelles